# Котельников Петро Максимович
Петро Максимович Котельников (1895, місто Київ — розстріляний 20 липня 1938) — український радянський діяч, відповідальний секретар Запорізького і Шевченківського окружних комітетів КП(б)У. Кандидат у члени ЦК КП(б)У в грудні 1925 — листопаді 1927 року. 

## Біографія
Народився в робітничій родині. Працював робітником.
Член РКП(б) з 1918 року.
Перебував на відповідальній радянській та партійній роботі.
У березні 1923 — 1924 року — відповідальний секретар Шевченківського окружного комітету КП(б)У.
У грудні 1924 — квітні 1925 року — голова виконавчого комітету Мелітопольської окружної ради.
У березні 1925 — 1926 року — відповідальний секретар Запорізького окружного комітету КП(б)У.
Освіта вища. Працював на відповідальній господарській роботі в Челябінській області РРФСР.
До 1937 року — директор Катав-Івановського металургійного цементного заводу Челябінської області.
13 серпня 1937 року заарештований органами НКВС. Військовою колегією Верховного суду СРСР засуджений до страти за статтями 58-7, 58-8, 58-9, 58-11 Карного кодексу РРФСР, розстріляний 20 липня 1938 року. Посмертно реабілітований 15 лютого 1958 року.